# Ptilinop de capell blanc
El ptilinop de capell blanc (Ptilinopus dupetithouarsii) és una espècie d'ocell de la família dels colúmbids (Columbidae) que habita els boscos de les illes Marqueses.